# 511 TCN
511 TCN là một năm trong lịch La Mã.